# Raytchitsa
Raytchitsa (en macédonien Рајчица, en albanais Rajçica) est un village de l'ouest de la Macédoine du Nord, situé dans la municipalité de Debar. Le village comptait 131 habitants en 2002. Il est majoritairement albanais.
Raytchitsa est située près du lac de Debar et possède un patrimoine religieux assez important, notamment une nécropole médiévale, l'église Sainte-Barbara, du XVIe, l'église Saint-Athanase, du XIXe, et le monastère Saint-Georges le Victorieux.

## Démographie
Lors du recensement de 2002, le village comptait :
- Albanais : 72
- Macédoniens : 42
- Turcs : 1
- Autres : 16